# التكتف في الصلاة

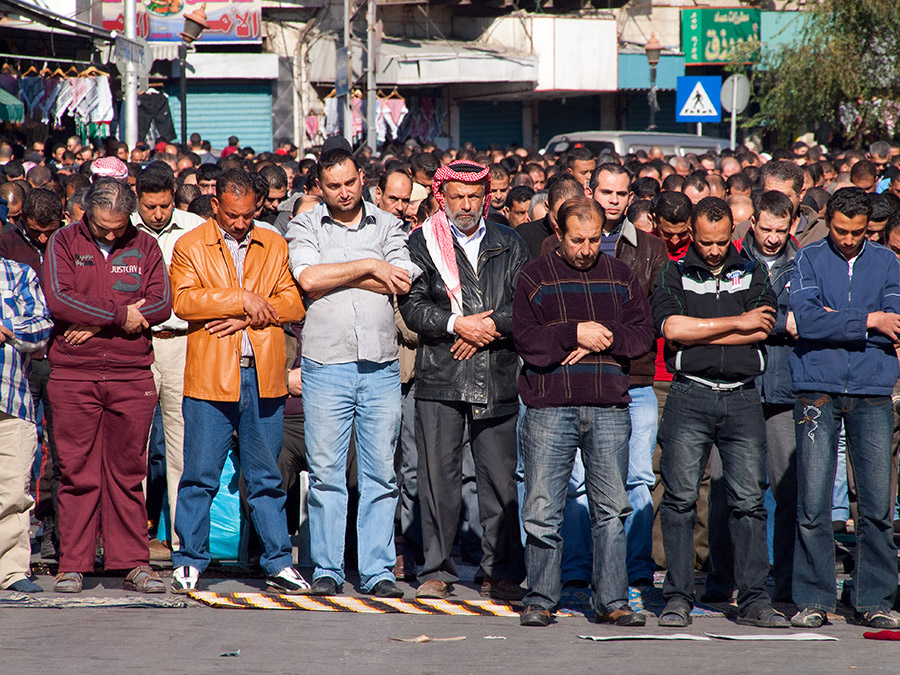

التكتف في الصلاة أو القبض وهو وضع اليد اليمين على الشمال بالصلاة، يعتبره أهل السنة والجماعة سُنّة مستحبة، لما روي في صحيح مسلم: «وكان صلى الله عليه وسلم يضع يده اليمنى على اليسرى». وقد ذهب الشيعة إلى حرمته وبطلان الصلاة به.

## حكم التكتف في الصلاة

### عند أهل السنة والجماعة
القبض أو التكتف فهو واجب عند أهل السنة، أي وضع اليد اليمنى على اليسرى وله أدلة كثيرة، ومنها:
- عن سهل بن سعد قال: كان الناس يؤمرون أن يضع الرجل اليد اليمنى على ذراعه اليسرى في الصلاة.

- قال أبو حازم: لا أعلمه إلا يُنمي ذلك إلى النبي الله صلى الله عليه وسلم – أي: يرفعه إلى النبي صلى الله عليه وسلم. رواه البخاري.

- كان صلى الله عليه وسلم يضع يده اليمنى على اليسرى. رواه مسلم.

- مر رسول الله صلى الله عليه وسلم برجل وهو يصلي وقد وضع يده اليسرى على اليمنى فانتزعها ووضع اليمنى على اليسرى. رواه أحمد برقم 12671

- عن وائل بن حجر: أنه رأى النبي صلى الله عليه وسلم رفع يديه حين دخل في الصلاة كبر وصف همام حيال أذنيه ثم التحف بثوبه ثم وضع يده اليمنى على اليسرى فلما أراد أن يركع أخرج يديه من الثوب ثم رفعهما ثم كبر فركع فلما قال سمع الله لمن حمده رفع يديه فلما سجد سجد بين كفيه. رواه مسلم 401.

- عن ابن عباس قال: قال رسول الله صلى الله عليه وسلم: «إنا معشر الأنبياء أمرنا بتعجيل فطرنا وتأخير سحورنا وأن نضع أيماننا على شمائلنا في الصلاة». رواه ابن حبان 3 / 13. وصححه الألباني.[3]

وقال ابن حجر: قال ابن عبد البر: لم يأت عن النبي صلى الله عليه وسلم فيه خلاف وهو قول الجمهور من الصحابة والتابعين وهو الذي ذكره مالك في الموطأ ولم يحك ابن المنذر وغيرُه عن مالك غيرَه، وروى ابن القاسم عن مالك الإرسال وصار إليه أكثر أصحابه، وعنه التفرقة بين الفريضة والنافلة، ومنهم من كره الإمساك ونقل ابن الحاجب أن ذلك حيث يمسك معتمدا لقصد الراحة.

### عند الشيعة
ذهب مشهور فقهاء الإمامية حرمته وبطلان الصلاة به، بل ادّعي عليه الإجماع، ونفي الخلاف، وهو قول لبعض المالكية. واستدل على عدم مشروعيّته بجملة من النصوص:
- صحيحة محمّد بن مسلم عن قال: «قلت: الرجل يضع يده في الصلاة، وحكى اليمنى على اليسرى، فقال: «ذلك التكفير، لا تفعل».[7]
- صحيحة زرارة بن أعين عن الباقر قال: «... ولا تكفّر، فإنّما يفعل ذلك المجوس».[7]
- قول علي - في حديث الأربعمائة - : «لا يجمع المسلم يديه في صلاته، وهو قائم بين يدي الله يتشبّه بأهل الكفر - يعني: المجوس-».[8]

واختلف فقهاء الشيعة بعد ذلك في حرمته وبطلان الصلاة به، فذهب المعظم إلى حرمته، وبطلان الصلاة به، بل ادّعوا الإجماع عليه.

## كيفية قبض اليدين في الصلاة
- يضع المصلي يده اليمنى على يده اليسرى على صدره لا تحت السرة ولا تحت الصدر؛ لحديث وائل بن حُجْرٍ: "صليت مع رسول الله - صلى الله عليه وسلم - ووضع يده اليمنى على يده اليسرى على صدره"[12]

## الحكمة من قبض التكتيف
ذكر العلماء أن الحكمة في وضع اليمين على الشمال أنه أقرب للخشوع والتذلل وأبعد عن العبث .

## هوامش
1. ↑  بن باز، عبدالعزيز. "حكم وضع اليد اليمنى على اليسرى بعد الركوع". موقع ابن باز. مؤرشف من الأصل في 2022-11-27. اطلع عليه بتاريخ 21 - 05 -2023. {{استشهاد ويب}}: تحقق من التاريخ في: |تاريخ الوصول= (مساعدة)
2. ↑  رواه مسلم 401
3. ↑  "صفة الصلاة" ص 87
4. ↑  5770: وضع اليدين في الصلاة بين أهل السنة وغيرهم
 - الإسلام سؤال وجواب "نسخة مؤرشفة". مؤرشف من الأصل في 2017-11-18. اطلع عليه بتاريخ 2017-11-17.{{استشهاد ويب}}:  صيانة الاستشهاد: BOT: original URL status unknown (link)
5. ↑  النجفي، جواهر الكلام، ج11، ص15.
6. ↑  القرطبي، بداية المجتهد، ج1، ص137.
7. 1 2  الحر العاملي، وسائل الشيعة، ج7، ص266.
8. ↑  الحر العاملي، وسائل الشيعة، ج7، ص267.
9. ↑  الكركي، جامع المقاصد، ج2، ص344.
10. ↑  ،السيوري، التنقيح الرائع، ج1، ص216.
11. ↑  الطوسي، الخلاف، ج1،ص322
12. ↑  أخرجه ابن خزيمة في صحيحه، كتاب الصلاة، باب وضع اليمين على الشمال في الصلاة قبل افتتاح القراءة، برقم (٤٧٩)، وصححه الألباني.
13. ↑  الفِقهُ الميَسَّر، المؤلفون: الطيّار: عَبد الله بن محمد ، المطلق: عبد الله بن محمّد ،الموسَى: محمَّد بن إبراهيم،
الناشر: مَدَارُ الوَطن للنَّشر، الرياض - المملكة العربية السعودية، الطبعة: الأولى ١٤٣٢/ ٢٠١١ ، 2ج 1/ 284 .